# لو آنتونیو
لو آنتونیو (به انگلیسی: Lou Antonio) (زاده ۲۳ ژانویه ۱۹۳۴) بازیگر آمریکایی است.
از فیلم‌های معروف او می‌توان به بازی در فیلم آمریکا، آمریکا اشاره کرد.